# اکبر منانی
اکبر منانی (زادۀ ۱۴ تیر ۱۳۱۸ اصفهان) دوبلور، مدیر دوبلاژ، گوینده و نویسندۀ ایرانی است.

## زندگی
او کار حرفه‌ای دوبله را از سال ۱۳۴۰، گویندگی در رادیو را از سال ۱۳۳۲ و مدیریت دوبلاژ را از سال ۱۳۴۳ خورشیدی شروع کرد. او در فیلم‌ها، مجموعه‌ها و انیمیشن‌های بسیاری حرف زده‌است؛ مجموعه‌هایی مثل پوآرو (به جای هرکول پوآرو)، پرستاران (به جای فرانک)، بهترین سال‌های زندگی ما (به جای فردریک مارچ)، زبل‌خان (به جای زبل‌خان)، ماجراهای گالیور (به جای گلام با تکیه کلام من می‌دونم). او سال‌ها گوینده تیپ‌های فلفلی و آقای خوشبین در برنامه صبح جمعه با شما بوده‌است.
اکبر منانی نخستین منبع مدون تاریخ دوبله ایران را با نام «سرگذشت دوبلهٔ ایران و صداهای ماندگارش» نوشته‌است. این اثر که نگارش آن ۱۷ سال به طول انجامید به چگونگی، چرایی و زمان ورود دوبله به ایران می‌پردازد.

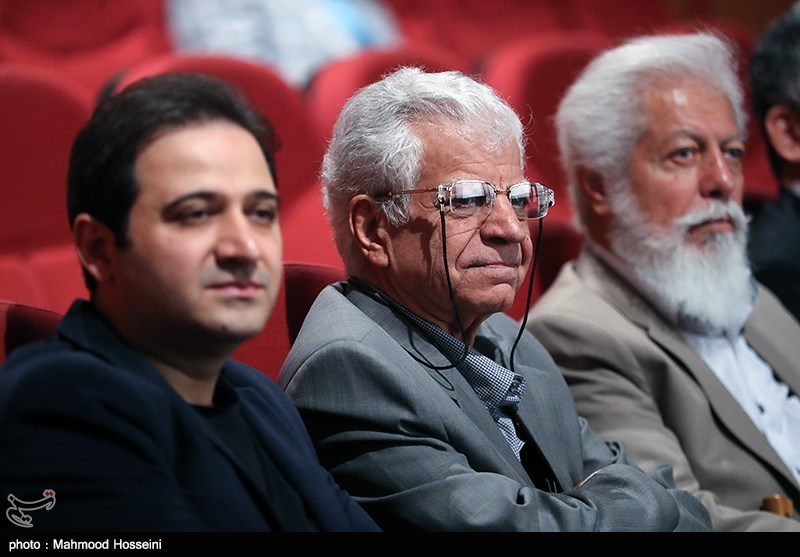
از راست به چپ:حسن کاخی، اکبر منانی، سعید شیخ‌زادهمراسم رونمایی از پوستر انیمیشن سینمایی لوپتواردیبهشت ۱۳۹۷

## نقش‌های موفق
- راوی در مستند سیاره ما پخش شده از شبکه مستند
- مجموع فیلم های لورل و هاردی (یکی از دوبلورهای برجسته نقش لورل)
- مجموعه پوآرو (هرکول پوآرو)
- الیور تویست (فاگین با بازی بن کینگزلی)
- پرستاران (فرانک)
- بهترین سال‌های زندگی ما (فردریک مارچ)
- زبل‌خان (زبل‌خان)
- خواجه فرزان(شکرستان)
- ماجراهای گالیور (گلام با تکیه کلام من می‌دونم)
- راوی کارتون گوفی
- دکلمه‌ها در کارتون جک و لوبیای سحر آمیز
- لوک خوش‌شانس (جو دالتون)
- سریال ۲۴ (مجموعه تلویزیونی) در نقش چارلز لوگان
- کارتون باخانمان (پرین) (آقای تاروئل)
- همچنین وی سال‌ها گوینده تیپ‌های فلفلی و آقای خوشبین در برنامه صبح جمعه با شما بوده‌است.

## فعالیت‌ها

### صداپیشگی (فیلم)
| فیلم                         | بازیگر         | شخصیت                         | توضیحات                  |
| ---------------------------- | -------------- | ----------------------------- | ------------------------ |
| منشی خصوصی پدرم              | انتسو کاناواله | جوزپه                         | در ایران : منشی مخصوص من |
| سریال پوآرو                  | دیوید سوشی     | هرکول پوآرو                   |                          |
| شکرستان                      |                | خواجه فرزان                   |                          |
| زبل خان                      |                | زبل‌خان شکارچی                 |                          |
| آلوین و سمورچه‌ها (فیلم ۲۰۰۷) |                | آلوین                         |                          |
| ماجراهای گالیور              |                | گلام                          |                          |
| پرستاران                     | جان هاوارد     | فرانک کمپیون                  |                          |
| بهترین سال‌های زندگی ما       | فردریک مارچ    | آل                            |                          |
| سریال ۲۴ در نقش چارلز لوگان  | گریگوری ایتزین | چارلز لوگان                   |                          |
| الیور توئیست                 | بن کینگزلی     | فاگین                         |                          |
| تشویق کننده (آقای تشویق)     | راسل پیترس     | مجری شوی تلویزیونی (استیلرمن) |                          |
| انیمیشن سینمایی لوپتو        |                |                               | مدیر دوبلاژ سعید شیخ‌زاده |
| افسانه سه پادشاهی            |                | سیمایی                        |                          |
| پای چپ من                    | ری مک‌آنالی     | پدر دنیل دی لویس              |                          |
| بازگشت به آینده              | کریستوفر لوید  | دکتر امت                      |                          |
| راكي                         | بورگس مريديت   | ميكي گلدميل                   |                          |
| الیسیوم                      |                | بنیامین                       | ساخته نیل بلومکمپ        |
| شاتر آیلند                   | بن کینگزلی     | دکتر جان کولی                 | ساخته مارتین اسکورسیزی   |
| پدینگتون۲                    |                | فینیکس بیوکانن                |                          |
| خروس زیرک رو باه کلک         | خودش           | روباه                         | سال ۹۹ تولید شده         |
| داستان زندگی                 |                | کشیش دهکده                    |                          |

### گویندگی
برنامۀ رادیویی صبح جمعه با شما

### مدیر دوبلاژ
- خانه کاغذی[۱۱] سریال شرلوک مدیر دوبلاژ و گوینده

### گویندۀ گفتار متن (نریشن)
- راوی کارتون گوفی
- راوی در مستند سیارۀ ما پخش شده از شبکۀ مستند
- داستان های هرکول پوآرو در اپلیکیشن ایران صدا
- مستند سلسله‌ها[۱۲]